# 피트 마라비치 어셈블러 센터
피트 마라비치 어셈블러 센터(영어: Pete Maravich Assembly Center)은 루이지애나주 배턴루지에 위치한 실내 경기장이다. 2005년 허리케인 카트리나로 인해 NBA 뉴올리언스/오클라호마시티 호니츠의 임시 홈경기장으로 사용했다.

## WNBA프리시즌 경기
| 날짜           | 팀1                         | 스코어  | 팀2           |
| -------------- | --------------------------- | ------- | ------------- |
| 2025년 5월 2일 | 브라질 여자 농구 국가대표팀 | 62 - 89 | 시카고 스카이 |